# Whataboutism
Whataboutism (дословно c англ. — «какнасчётизм»), whataboutery — тактика, основанная на дискуссионном приёме tu quoque (с лат. — «И ты тоже»), близом по типу употребления к "аргументу" "Сам дурак!" широко употребляемому в русском языке, или подмене тезиса — ответ на аргумент с помощью смены объекта обсуждения с целью сфокусировать внимание на том, что кто-то поступает неправильно.
Популяризировано журналом The Economist для описания использования этого приёма Советским Союзом в отношениях с Западным миром во время Холодной войны. Эта тактика применялась Советским Союзом в ответ на критику, когда ответ начинался с выражений «А как насчёт…» («What about…»), после чего следовало упоминание в какой-либо мере схожих событий в Западном мире, что оправдывало предмет критики путём использования смысловой подмены. Тактика используется для того, чтобы заменить обсуждение одного вопроса обсуждением другого. Нередко сопровождается ссылкой на двойные стандарты. В русском жаргоне такой приём называется «перевод стрелок».

## Использование
Исследователями отмечаются проявления какнасчётизма в начале 1880-х годов в качестве реакции Министерства иностранных дел Российской империи на развитие морализаторских тенденций во внешней политике США. С утверждением роли Соединённых Штатов в качестве великой державы их официальные лица стали гораздо активнее, чем предшественники, обращаться к моральным аргументам в своих отношениях с другими странами, и в особенности с Россией. А после создания СССР и на всём протяжении его истории советским идеологам приходилось постоянно отражать атаки своих западных коллег, и какнасчётизм удачно подходил в качестве быстрого и эффективного ответа на американское моральное осуждение.
Например, в 1986 году, когда Советский Союз запоздало объявил о Чернобыльской аварии после того, как западные страны сообщили о необычно высоком уровне радиоактивности, он сделал это одним абзацем. Газета The New York Times писала:

За кратким советским объявлением о Чернобыльской аварии последовало сообщение ТАСС, в котором говорилось о множестве аварий в США, от Три-Майл Айленда под Гаррисбергом (штат Пенсильвания) до завода Джина близ Рочестера. ТАСС заявил, что американская антиядерная группа зарегистрировала 2300 несчастных случая, аварий и других неполадок в 1979 году.

Практика сосредоточения внимания на бедствиях в другом месте, когда что-то происходило в Советском Союзе, настолько распространена, что услышав на советском телевидении о катастрофе за рубежом, русские часто звонят западным друзьям, чтобы узнать, не случилось ли что-то в Советском Союзе.
Метод какнасчётизма также вошёл и в советский фольклор в форме анекдота:

— Какова заработная плата инженера в СССР?

— …А у вас негров линчуют!

С окончанием холодной войны практическое использование этой тактики сошло на нет, но в постсоветской России она пережила второе рождение. Журналистка газеты The Guardian Мириам Элдер отмечала, что при Владимире Путине эту тактику использовал его пресс-секретарь Дмитрий Песков, но в то же время большинство критических замечаний о нарушениях прав человека, как правило, оставались без ответа. Песков, например, ответил на статью Элдер о трудностях при посещении химчистки в Москве какнасчётизмом о том, что россияне испытывают сложности в получении виз в Великобританию. Термин «какнасчётизм» используется и применительно к описанию риторических приёмов президента Российской Федерации В. В. Путина при общении с западными журналистами. Так, можно встретить утверждения, что его пресс-конференция после встречи на высшем уровне с президентом США Дж. Байденом (16.06.2021) была целиком построена на этом приёме:

Путин перевернул почти каждый вопрос с ног на голову, проведя мастер-класс по whataboutism.

В июле 2012 года обозреватель РИА Новостей Константин Эггерт написал статью об использовании какнасчётизма по отношению к российской и американской поддержке различных правительств на Ближнем Востоке.

### Сноски
1. ↑  Definition of whataboutism | Dictionary.com (англ.). www.dictionary.com. Дата обращения: 22 мая 2023. Архивировано 22 мая 2023 года.
2. ↑  Definition of WHATABOUTISM (англ.). www.merriam-webster.com (19 апреля 2023). Дата обращения: 22 мая 2023. Архивировано 22 мая 2023 года.
3. 1 2  Whataboutism (англ.). The Economist (31 января 2008). Дата обращения: 16 мая 2012. Архивировано 3 августа 2016 года.
4. ↑  The West is in danger of losing its moral authority (англ.). European Voice (11 декабря 2008). Дата обращения: 16 мая 2012. Архивировано 21 октября 2013 года.
5. ↑  Dilip Bobb. Understanding Whataboutery (англ.). Outlook (5 ноября 2015). Дата обращения: 31 января 2016. Архивировано 15 декабря 2015 года.
6. ↑  ; В. М. Мокиенко, Т. Г. Никитина.: . Большой словарь русских поговорок. Переводить/ перевести стрелку (стрелки) (PDF) c.647. Дата обращения: 10 сентября 2024. Архивировано 7 сентября 2024 года.
7. ↑  Русский whataboutism и американский морализм. Дата обращения: 20 июня 2021. Архивировано 24 июня 2021 года.
8. ↑  Schmemann, Serge. Soviet Announces Nuclear Accident at Electric Plant (англ.). The New York Times A1 (29 апреля 1986). Дата обращения: 26 апреля 2014. Архивировано 27 апреля 2014 года.
9. ↑  Miriam Elder. Want a response from Putin's office? Russia's dry-cleaning is just the ticket (англ.). The Guardian (26 апреля 2012). Дата обращения: 16 мая 2012. Архивировано 31 января 2013 года.
10. ↑  Переговоры Байден — Путин. Дата обращения: 16 июня 2021. Архивировано 16 июня 2021 года.
11. ↑  Konstantin von Eggert. Due West: 'Whataboutism' Is Back - and Thriving (англ.). RIA Novosti (25 июля 2012). Дата обращения: 2 августа 2014. Архивировано 8 августа 2013 года.